# Orăștioara de Sus
Orăștioara de Sus è un comune della Romania di 2 322 abitanti, ubicato nel distretto di Hunedoara, nella regione storica della Transilvania.
Il comune è formato dall'unione di 8 villaggi: Bucium, Costești, Costești-Deal, Grădiștea de Munte, Ludeștii de Jos, Ludeștii de Sus, Ocolișu Mic, Orăștioara de Sus.

## Storia
Fu insediamento militare romano di un'unità ausiliaria a partire dal II secolo.